# Fons Hickmann

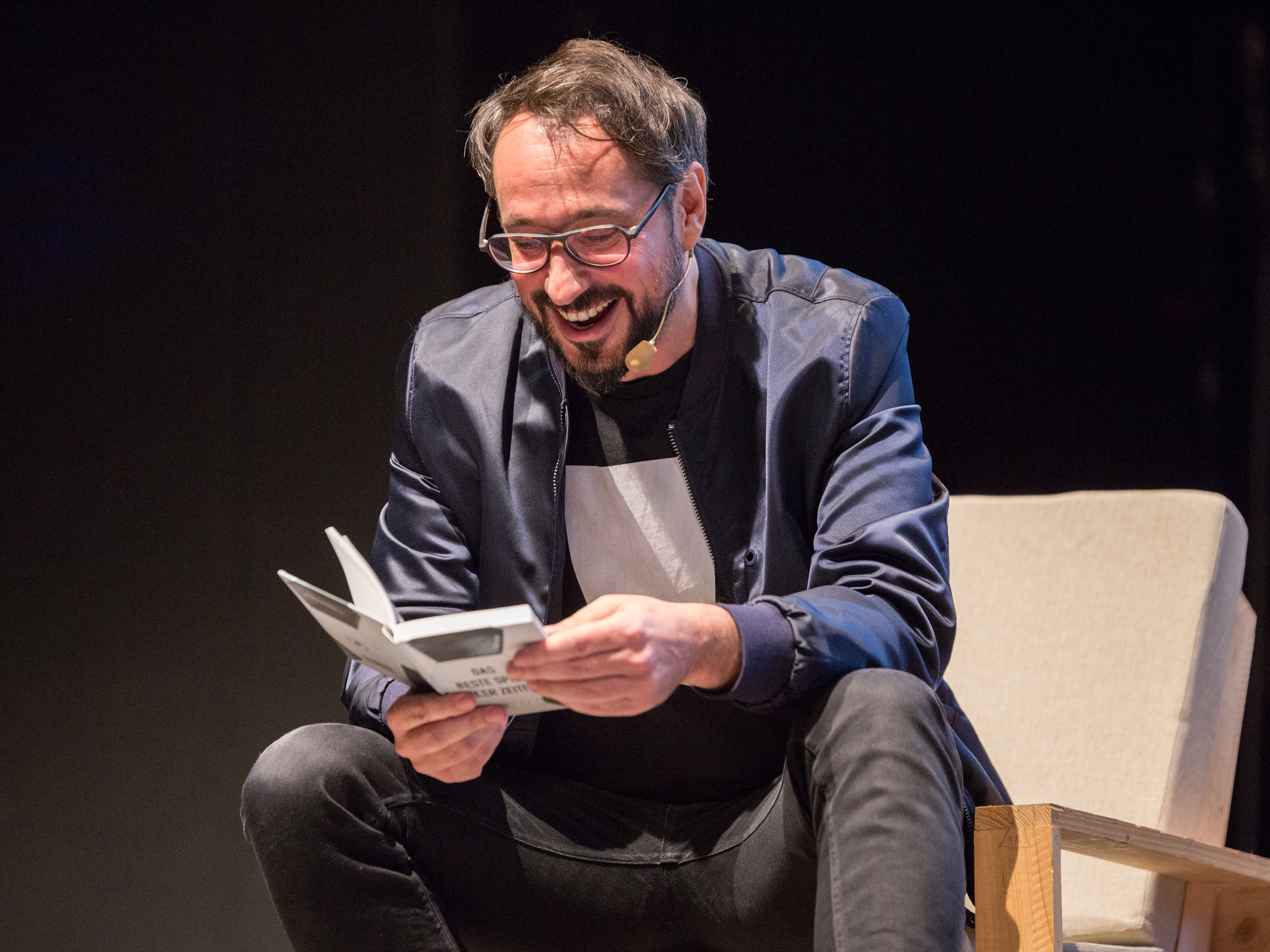
Fons Hickmann op de See-Conference 2016 in Wiesbaden

Fons Matthias Hickmann (Hamm, 1966) is grafisch ontwerper, typograaf, auteur en professor aan de Universiteit voor de Kunsten in Berlijn.

## Biografie
Fons Hickmann heeft fotografie en visuele communicatie gestudeerd aan de Fachhochschule Düsseldorf en daarna esthetiek en mediatheorie in Wuppertal. Zijn designstudio Fons Hickmann M23 in Berlijn houdt zich voornamelijk bezig met de ontwikkeling van communicatiesystemen, corporate design, en boek-, poster-, editorial- en webdesign. In 2001 heeft Fons Hickmann de competitie voor het corporate design voor de Kieler Woche gewonnen. Zijn werk werd gepresenteerd bij alle internationale design biënnales. Van 2001 tot 2007 was hij professor aan de Universität für angewandte Kunst in Wenen en vanaf 2007 aan de Universiteit voor de Kunsten in Berlijn. Daarvoor heeft hij lesgegeven aan de Universiteit van Dortmund en van Essen.
Fons Hickmann is lid van de Type Directors Club New York, de AGI Alliance Graphique Internationale en de ADC Art Directors Club of Germany. Daarnaast was hij van 2006 tot 2012 bestuurslid van het interdisciplinaire designlab Bremerhaven en vanaf 2012 lid van de vakjury voor de ‘Designpreis der Bundesrepublik Deutschland’.

In 2006 heeft Fons Hickmann in samenwerking met andere vooraanstaande ontwerpers de actie ‘11 Designer für Deutschland’ geïnitieerd om het bewustzijn voor grafisch ontwerp meer in het publiek te brengen. De actie genereerde veel aandacht van de media, omdat ze probeerden het lelijke logo van het wereldkampioenschap voetbal 2006 in Duitsland tegen te houden. Fons Hickmann is een enthousiast voetbalfan en heeft in 2014 het boek ’Das Beste Spiel aller Zeiten - ein Minutenprotokoll aus 100 Jahren Fußballgeschichte’ gepubliceerd.
Fons Hickmann en zijn studio waren uitgenodigd hun werk te presenteren op de openingstentoonstelling van het Graphic Design Museum Beyerd Breda, het allereerste museum voor grafisch ontwerp ter wereld. De tentoonstelling ‘European Championship of Graphic Design’ werd op 11 juni 2008 door prinses Beatrix geopend.
De Berlijnse studio Fons Hickmann M23 is een van de meest gerenommeerde ter wereld en heeft meer dan 200 internationale awards gewonnen, waaronder de Golden Bee Award Moskou, een gouden iF Award, de ADC Award van Duitsland, Europa en de USA, een gouden LeadAward en de Joseph Binder Award in goud, zilver en brons. In 2012 ontving Fons Hickmann de Master’s Eye Award voor zijn hele oeuvre op de Trnava Triënnale.

## Publicaties
- Fons Hickmann – Touch Me There. dgv Gestalten Verlag, Berlin/London 2005, ISBN 3-89955-079-X
- Beyond Graphic Design - Klasse Fons Hickmann. Verlag Hermann Schmidt 2007, ISBN 978-3874397414
- Fons Hickmann & Students. Hesign China Youth Press 2004, ISBN 7-5006-5665-3
- Displace yourself_! Unrealized Material by Fons Hickmann. Wien 2002
- Parallelwelten. Fons Hickmann (Hrsg) dgv Gestalten Verlag, Berlin/London 2000 ISBN 3-931126-51-X
- Taschenlexikon der Angst. Hickmann, Barber, Wagenbreth (Hrsg) Verlag Hermann Schmidt 2012, ISBN 978-3874398428
- Ästhetik & Kommunikation. Als Ob - Produktive Fiktionen. Galling-Stiehler, Haebler, Schulz, Hickmann (Hrsg) 2014, ISBN 978-3-00-044911-6
- Das Beste Spiel aller Zeiten. Büsges, Gehrs, Hickmann (Hrsg) Kein & Aber Verlag Zürich 2014, ISBN 978-3-0369-5700-5

## Geselecteerde literatuur
- 5 × Berlin. Designfestival Chaumont. Pyramid Press, Paris 2006, ISBN 2-35017-035-7
- Graphic Design for the 21st Century. Taschen Verlag, Köln 2003, S. 266–271
- AREA. Phaidon Press, New York 2003, S. 140–143
- Black & White Graphics. Gingko Press, Corte Madera 2004, S. 8–9 und 134–139
- 100 Beste Plakate, KEINE KUNST - NO ART. Verlag Hermann Schmidt 2006, mit Texten von Hickmann, Troxler, Werner ISBN 978-3874397032
- New Masters of Poster Design. John Foster, Rockport Publishers 2008 ISBN 978-1592534340
- Ulmer Gespräche: Fons Hickmann - Pop Politics. IFG Ulm, Regula Stämpfli, Epubli Verlag 2012 ISBN 978-3-8442-2636-2
- Von erfolgreichen Designer lernen. Galileo Press 2014, ISBN 978-3-8362-2540-3